# Synode van Elvira
De Synode van Elvira is een historisch congres van de Rooms-Katholieke Kerk, synode of concilie genoemd, dat plaatsvond in 306 in Elvira, destijds bekend bij de oud-Iberische naam Ilíberis die gekoppeld was aan de middeleeuwse wijk Albaicín in Granada. Volgens overleveringen namen er minstens 19 bisschoppen aan deel, onder wie Ossius van Córdoba, de latere kerkelijke adviseur van Constantijn de Grote (280-337). Vermoedelijk werd het concilie voorgezeten door Felix van Accitum omdat hij de oudste bisschop was. Er namen ook enige tientallen hogere geestelijken, clerici, deel vooral uit het zuidoosten van Spanje, maar ook uit andere gebieden. Er nam geen paus aan deel omdat er op dat moment geen paus was, maar een sedis vacante. Zie daarvoor de lijst van pausen).
Op deze kerkvergadering wordt onder meer Canon 33 als kerkelijke wet uitgevaardigd (zo'n kerkelijke wet wordt canon genoemd), waarin aan geestelijken met een hogere rang in de kerk een leven van seksuele onthouding wordt gevraagd. Daarbij ging het om bisschoppen, priesters en diakenen. De gedachte achter deze regel is dat de geestelijkheid zich beter niet op het aardse en lichamelijke (seks) moest richten, maar op het hemelse, geestelijke niveau: God en het hogere. Uit deze regel ontwikkelt zich eeuwen later het celibaat, verplichte algehele seksuele onthouding voor alle geestelijken.
Canon 36 verbiedt het ophangen van schilderijen (destijds tempera schilderingen op pameel) of het aanbrengen van fresco's (schilderingen op de muren) in de kerk. Zo moet worden voorkomen dat afbeeldingen worden aangebeden of vereerd. 
Canon 36 is daarmee de eerste officiële kerkelijke verklaring over beeldende kunst en daarom van bijzonder belang voor de geschiedenis van de vroegchristelijke en middeleeuwse kunst, ook al vertegenwoordigt deze canon in eerste instantie alleen het beleid van de kerk binnen de grenzen van de jurisdictie van de synode in Spanje. 